# Моріс Сміт
Моріс Сміт (англ. Maurice Smith; *13 грудня 1961, Сієтл, Вашингтон, США) — американський спортсмен, професійний кікбоксер і спеціаліст зі змішаних бойових мистецтв. Чемпіон світу з кікбоксингу у важкій ваговій категорії за версією WKA (1983 – 1993 роки). Чемпіон світу з муай тай у важкій ваговій категорії за версією ISKA (1996 рік). Чемпіон світу зі змішаних бойових мистецтв у важкій ваговій категорії за версією UFC (1997 рік). Призер світового Гран-прі K-1 (1993 рік) та Гран-прі K-1 у Лас-Вегасі (2001 рік).
Лауреат премій видання «Wrestling Observer Newsletter» в категоріях:
- «Боєць року» (1997 рік) — за участь у чемпіонаті UFC.
- «Бій року» (1997 рік) — за участь у поєдинку з Марком Колменом.

Лауреат премії видання «Black Belt» в категорії:
- «Боєць року» (2001 рік) —  за участь у Гран-прі K-1.

Включений в зал слави видання «Black Belt».